# 南泉普願
南泉普願禪師（西元748年－834年），唐代鄭州新鄭（今河南省鄭州市新鄭）人。著名禪宗大師，洪州宗馬祖道一大師法嗣。俗姓王，自稱「王老師」。

## 年譜
唐肅宗至德二年（西元757年），十歲時，出家為沙彌。
唐代宗大曆十二年（西元777年），三十歲，於嵩山會善寺暠律師處受具足戒，開始精研法相宗及律宗毘尼典籍，深入《華嚴經》、《楞伽經》及三論，並開始四處參學。後至馬祖道一門下參學開悟，得遊戲三昧，成為道一門下最重要的弟子之一，有「獨超物外」之讚
。
唐德宗貞元十一年（西元795年），至池陽（今安徽省池州市貴池區）南泉山，專心禪觀，三十年不下山。
唐文宗太和年間（西元827年），受池陽太守和宣撫使陸亙（即陸亘）、護軍彭城劉公請求，下山教授門徒。名聲遠播，時人尊稱為南泉古佛。
太和八年（西元834年），告門人曰：「星翳燈幻亦久矣，勿謂吾有去來也」言訖而逝。世壽八十七，僧臘五十八。

其弟子有趙州從諗、西堂智藏、長沙景岑、子湖利蹤、曇照、師祖等十七人。

## 師承
- 馬祖道一

## 弟子
- 趙州從諗

- 長沙景岑

## 思想、事跡
南泉禪師雖然沒有自立宗派，但他承襲了馬祖道一「平常心是道」的學風，重視在日常生活中的修行，將洪州禪風發揚光大。他常自稱為「王老師」，開啟了臨濟宗的棒喝學風，也擅長用圓相接引學人，開溈仰宗的先聲，對於後世禪宗的影響很大。

### 南泉答粥
南泉禪師曾經提著粥桶，為僧眾盛粥，馬祖道一問︰「桶裏是甚麼？」南泉禪師直接大罵︰「遮老漢！合取口，作恁麼語話？」意思是「你這老頭！應該閉嘴，問這甚麼問題？」馬祖大師真的閉嘴了。從此，他的同學沒人敢找他辯經。

### 南泉斬貓，我斬南泉
他最著名的事跡是「南泉斬貓」。南泉禪師發現僧人們因寺裡養的貓起了爭執，於是問眾僧「有人道得麼？」。眾僧不能回答，南泉竟然將貓斬成兩截，以違背戒律的方式解決爭執，事後趙州從諗禪師脫鞋頂在頭上出走以示回應。
這是禪宗史上常用來研究的著名公案。按照聖嚴法師的觀點，佛弟子本不可豢養寵物，寺裡養貓已是顛倒，更何況貓會捕殺老鼠，屬於殺生，更是顛倒，為了對治他們嚴重的執著心而斬貓，是“以毒攻毒，以毒治毒，以非常毒的藥來治非常毒的病”。趙州禪師以頭頂鞋，意在表明僧人養貓、爭貓、斬貓，都是顛倒，因此用此方式表示“顛倒”。